# Ітікава Райдзо VIII
Ітікава Райдзо VIII (яп. 八代目 市川 雷蔵, Hachidaime Ichikawa Raizō, 29 серпня 1931 – 17 липня 1969) — японський актор кіно і кабукі. Від народження мав офіційне ім'я Акіо Камедзакі (яп. 亀崎 章雄, Kamezaki Akio), але потім двічі його змінював, спочатку на Йосіо Такеуті (яп. 武内 嘉男, Takeuchi Yoshio), а згодом на Йосія Ота (яп. 太田 吉哉, Ōta Yoshiya).
Шестимісячного хлопчика всиновив Ітікава Кудандзі III (яп. 三代目 市川 九團次, Sandaime Ichikawa Kudanji). У 15 років дебютував як актор кабукі під сценічним ім'ям Ітікава Ендзо (яп. 市川延蔵, Ichikawa Enzō). 1951 року його усиновив Ітікава Дзюкай III (яп. 三代目 市川 壽海, Sandaime Ichikawa Jūkai) і дав нове сценічне ім'я Ітікава Райдзо VIII. 1954 року розпочав кар'єру кіноактора. Гра у стрічці Полум'я принесла йому визнання і кілька нагород за виконання головної чоловічої ролі, зокрема «Кінема Дзюмпо» та «Блакитну стрічку». Шанувальники з любов'ю називали його «Рай-сама». У червні 1968 року акторові поставили діагноз рак прямої кишки, прооперували, але хвороба вже дала метастази в печінку, і наступного року він помер.
Ітікава Райдзо грав здебільшого в історичних драмах. Найбільшу славу йому принесли серіали «Сонні очі смерті», «Ніндзя» (Shinobi no Mono) і «Шпигунська школа Накано») (на основі історії Школи Накано). Райдзо багато разів працював з режисером Кендзі Місумі. Серед їхніх спільних робіт — «Меч» (за книгою Юкіо Мішіми) і «Вбити».
Серед інших визначних робіт «Помста актора». Його граціозністю так захоплювалися, що за життя називали «генієм, який мислить своїм тілом».

## Життєпис

### Народження, названий син Ітікави Кудандзі III
Ітікава Райдзо народився 29 серпня 1931 року в районі Накаґьо в Кіото. Його справжнє ім'я при народженні — Акіо Камедзакі. Шестимісячного хлопчика всиновив Ітікава Кудандзі III, який дав йому ім'я Йосіо Такеуті.
Кінокритик Рікія Таяма так розповідає про обставини його усиновлення. Поки мати носила в собі Райдзо, його батька перевели до Нари як кандидата в офіцери (яп. 幹部候補生, Kanbukōhosei) Імперської армії Японії. Мати залишилася в рідному домі батьків чоловіка, однак зазнала переслідувань з боку його родини. Тоді вона звернулася по допомогу до чоловіка, але не одержала відповіді і, нездатна більше терпіти, повернулася в дім своїх батьків, де й народила Райдзо. На той час вона вже розійшлася з чоловіком, тож вирішила виховувати Райдзо сама. Однак незабаром шваґер її чоловіка Ітікава Кудандзі III почав наполягати, щоб вона віддала йому Райдзо на всиновлення. Спочатку вона відмовлялася, але зрештою погодилася, і Кудандзі офіційно всиновив шестимісячного Райдзо. Тільки в 16 років Райдзо дізнався, що то не його рідний батько, а з рідною матір'ю зустрівся тільки в 30.

### Дебют у театрі кабукі (1934 – травень 1949)
1934 року, через два роки після того, як  Ітікава Кудандзі III всиновив Райдзо, вони переїхали з Кіото до Осаки. Кудандзі не навчав Райдзо змалку акторського мистецтва кабукі. Однак 1946 року, навчаючись у третьому класі середньої школи Тенодзі префектури Осака (теперішня старша школа Теннодзі префектури Осака), Райдзо полишив школу, обравши акторську кар'єру.
У листопаді 1946 року п'ятнадцятирічний Райдзо дебютував на сцені театру Осака Кабукі під сценічним ім'ям Ітікава Ендзо II (це було колишнє ім'я його названого батька Кудандзі). Його першою роллю була Леді Охана (Мусуме Охана) у п'єсі Накаямасітірі.
У травні 1949 року, через два роки після акторського дебюту, Райздо сформував театральну майстерню, до якої увійшли ще два молоді актори: Рісьо Арасі (згодом знаний у театрі кабукі як Арасі Кітісабуро VIII, а в кіно — як Ятаро Кітаґамі), а також Накамура Таро II. Цей гурток вони назвали "гурток відданих" (яп. つくし会, цукусікай) і цілком присвятили свій час репетиціям. Однак названий батько Кудандзі був сином місцевого муніципального радника і став актором кабукі як учень Ітікави Садандзі II через захоплення цією справою, а не через належність до впливових родин кабукі (кенмон), тож його називали монтей аґарі (той, хто увійшов через учнівство). У театрі Осака Кабукі він мусив обійтися ролями другого плану, і Райдзо, як його синові, це постійно допікало.

### Названий син Ітікави Дзюкая III (червень 1949 – червень 1951)

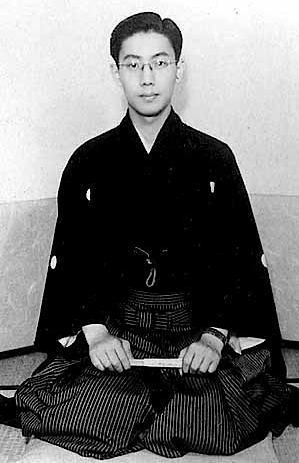
Пам'ятна світлина Ітікави Райдзо VIII у квітні 1951 року, в день, коли його всиновив Ітікава Дзюкай III

1949 року, тоді ж коли Райдзо організовував "гурток відданих", режисер театру кабукі Тецудзі Такеті набирав молодих талановитих акторів для постановок своєї ортодоксальної трупи кабукі, пізніше званої Такеті Кабукі. Учасники "гуртка відданих" брали участь у постановках його трупи, отож він одразу познайомився з Райдзо. Такеті високо оцінював акторські задатки Райдзо, але розумів, що як син Кудандзі той не зможе розкрити свій талант у поділеному між впливовими театральними домами світі кабукі, а так і згине в безвісности. Отож Такеті замислив зробити так, щоб Райдзо успадкував ім'я Накамура Дзякуемон (яп. 中村 雀右衛門), яке було без ужитку чверть століття. Утім на це не дала згоди вдова останнього Накамури Дзякуемона III, бо їй не подобалося, що Райдзо не належав до впливових домів світу Кабукі.
Затим Такеті дізнався про бажання бездітного Ітікави Дзюкая III (яп. 三代目 市川 壽海, Sandaime Ichikawa Jukai) всиновити Райдзо. У грудні 1950 року Ітікава Дзюкай III спостерігав за грою "гуртка відданих" і високо оцінив гру Райдзо в ролі Мінамото но Йоріїе у виставі Сюдзендзі Моноґатарі. Як син шевця Дзюкай не був за походженням пов'язаний зі світом кабукі, однак, доклавши неабияких зусиль, під час і після Другої світової війни добився швидкого визнання на сцені кабукі регіону Кансай. На момент знайомства з Райдзо він вже обіймав упливову посаду президента Гільдії акторів кабукі регіону Кансай. Крім того, Ітікава Дандзюро VII та Ітікава Дандзюро IX, які використовували «Дзюкай» як сценічне ім'я, дозволили йому взяти його як спадкове ім'я. Ба більше, йому навіть було дозволено використовувати яґо "Naritaya" (яп. 成田屋) і камон "Kotobuki Ebi" (яп. 壽 海老), що їх традиційно використовували голови родини Ітікава. Далі завдяки допомозі спільних друзів Такеті вдалося влаштувати усиновлення<. У той момент Дзюкай прагнув, щоб Райдзо взяв спадкове ім’я Ichikawa Shinzō (яп. 市川 新蔵), яке має глибоке коріння в домі Ітікава, але головний секретар голови родини Ітікава в Токіо, Ітікава Ен'о I, чинив запеклий опір цьому бажанню, заявивши: «Ми не можемо подарувати спадкове ім'я Сіндзо якомусь невідомому акторові сумнівного походження». Зрештою, після переговорів, домовилися про спадкове ім'я «Ітікава Райдзо». Усиновлення оформили в квітні 1951 року, а в червні в театрі Осака Кабукі відбулася церемонія прийняття імені «Райдзо». Зі слів режисера Кадзуо Ікехіро, приблизно в цей час почали поширюватися чутки, що можливо Ітікава Дзюкай III — це біологічний батько Райдзо.
Після другого усиновлення Райдзо знову, і тепер уже остаточно, змінив і офіційне ім'я на Йосія Ота. Це був вибір самого Райдзо, який вірив у вплив імені на долю. Зі слів Акінарі Судзукі, тодішнього президента Кіотської кіностудії Дайей, Райдзо пропагував зміну імені серед знайомих, і за переказами близько 20-30 пов’язаних із кіностудією людей зробили це за його порадою. Так вчинила і його майбутня дружина Масако Наґата, яка змінила ім'я з Кьоко на Масако.

### Перехід до кіноакторства (липень 1951 – 1957)
Хоч Дзюкай і всиновив Райдзо 1951 року, але й він дотримувався настанови не давати головних ролей молодим акторам, тож ставив його лише на другорядні ролі. Крім того, Райдзо не мав окремої гримерки, а мусив ділити з іншими акторами кімнату спільного користування<. Тим часом 1954 року Райдзо поклав собі стати кіноактором і приєднався до кіностудії Daiei.
Пояснюючи мотиви свого переходу, Райдзо казав, що хотів просто спробувати й подивитися, що з цього вийде. Утім, зі слів Рікія Таями, Райдзо вже давно був дуже незадоволений ставленням до себе, і був дуже розлючений тим, що в червні 1954 року в театрі Осака Кабукі йому доручили роль ідіота без єдиної репліки у виставі Коя Хідзірі. Тим то він вирішив назавжди полишити світ кабукі і прийняв пропозицію кінокомпанії Daiei, яка мала намір позиціювати його як провідного актора у своїх історичних драмах. Відтоді Райдзо лише раз зіграв у театрі кабукі: у січні 1964 року в щойно побудованому театрі Ніссей він виконав роль Ясуї Тогасі у виставі Кандзінтьо в постановці Тецудзі Такеті. Тоді Райдзо казав: «У кабукі ти не годишся, якщо не старий. У кіно ти не годишся, коли старий. Поки я ще молодий, зароблятиму на хліб кіно, а коли постарішаю, то знову спробую кабукі». Поклавши стати кіноактором, Райдзо почав часто ходити в кіно, де вивчав гру зірки історичних драм Йорозуї Кіносуке у фільмах кінокомпанії Toei.
Дебютною для Райдзо у кіно стала роль у стрічці «Взвод Великого білого тигра», що вийшла на екрани 25 серпня 1954 року. Неприналежність до впливових театральних домів заважала Райдзо долати кар'єрні щаблі у світі кабукі, однак у світі кіно його поважали як сина Ітікави Дзюкая, президента Гільдії акторів кабукі регіону Канто. Керівництво Daiei мало намір позиціювати Райдзо як наступника популярного Кадзуо Хасеґави і дало йому головну роль у його п'ятому та шостому фільмах: «Молодий фехтувальник», що вийшов 22 грудня 1954 року, та «Другий син», що вийшов 29 січня 1955 року.
1955 року, через два роки після кінодебюту, Райдзо прославився завдяки ролі Тайри но Кійоморі у фільмі режисера Кендзі Мідзоґуті Нова повість про дім Тайра, що вийшов на екрани 21 вересня. Зі слів Токудзо Танаки, що зняв 16 фільмів за участю Райдзо, спочатку здавалося, що Райдзо буде важко досягнути великого успіху, але після виходу Нової повісті про дім Тайра це враження зараз же змінилося. Зі слів Кадзуо Ікехіро, ще одного режисера 16 фільмів з Райдзо, до того моменту здавалося, що він просто імітує Кадзуо Хасеґаву, але поступово його акторські задатки почали проявлятися. Кінокритик Тадао Сато писав, що до того часу Райдзо «грав лише добрих вродливих самураїв і якудз, ніби наслідуючи Кадзуо Хасегаву», але тепер він «став видатним актором, що грав на лише в популярних самурайських фільмах, а й виконував яскраві ролі у вишуканих трагедіях».
Райдзо мав слабкі ноги й часто втрачав рівновагу під час виконання бойових сцен. Зі слів Масайосі Цутіди, тодішнього керівника відділу планування Daiei, мабуть, була ще та пригода поставити непевного в бойових сценах Райдзо на роль «юнака Кійоморі, що підкорив весь світ». Райдзо усвідомлював слабкість своїх ніг і відвідував секцію сумо в Університеті Досіся, де виконував різні вправи, зокрема церемонію вітання з підняттям ніг, але це не допомагало. Знімальній команді доводилося робити все можливе, щоб на екрані не було видно слабких ніг Райдзо. Зі слів Кендзі Місумі, який зняв 18 фільмів за участю Райдзо, він спочатку ненавидів фізичну слабкість свого тіла, але потім прийняв цей ґандж і став тримати поставу так, ніби нічого й не було. Після виходу Нової повісті про дім Тайра Райдзо зіграв за рік у понад 10 фільмах, проводячи час у щоденній праці на знімальному майданчику без вихідних.

### Сходження до слави (1958 – травень 1968)
1958 року Кон Ітікава призначив Райдзо виконавцем головної ролі у стрічці Полум'я, знятій за романом Юкіо Мішіми «Золотий Храм». Фільм вийшов на екрани 19 серпня того ж року. Зі слів Ітікави, цю роль спочатку мав грати Хіросі Каваґуті, але президент студії Дайей Масаічі Нагата виступив проти, тож вибір інтуїтивно припав на Райдзо. Головний герой цієї стрічки — студент-ченець, який через заїкання потерпає від комплексу неповноцінності. Працівники студії певною мірою опиралися цьому рішенню, бо сумнівалися, що цю роль зможе виконати Райдзо, який перед тим грав тільки другорядних персонажів. Однак зрештою Райдзо дали цю роль з метою «зробити її трампліном для початку успішної кар'єри», і, скориставшись цим шансом, він чудово з нею впорався. Ітікава так оцінив гру Райдзо: «Гадаю, що він заслуговує лише на відмінно. Тут нічого більше додати».
Гру Райдзо в Полум'ї часто розглядають як віддзеркалення його власного дорослішання. Зі слів Кона Ітікави: «Через гру він намагався сказати щось про самого себе» і «своєю грою він ніби залишив позаду... якийсь тягар, який перед тим ніс на плечах; доніс із життя щось таке, чого неможливо виразити словами». На думку Токудзо Танаки, складне дорослішання Райдзо стало ніби якоюсь невіддільною частиною його єства, яка злилася з його грою та додала їй глибини. Кадзуо Ікехіро вважає, що саме завдяки цій «прихованій частині життя», пов'язаній з дорослішанням, своєю грою Райдзо ніби виразив «частину власного єства». Одного разу, коли член відділу планування Daiei Хісакадзу Цудзі вголос міркував, чи часом не вплинуло дорослішання самого Райдзо на його гру в Полум'ї, то Райдзо цього не заперечив.
Громадськість теж високо оцінила гру Райдзо в Полум'ї: йому вручили кілька нагород за найкраще виконання головної чоловічої ролі, зокрема «Кінема Дзюмпо» та «Блакитну стрічку». Це закріпило зірковий статус Райдзо.
Серію фільмів «Немурі Кьосіро», розпочату 1963 року й знану на заході як «Сонні очі смерті», вважають репрезентативною роботою останніх років Райдзо. Зі слів Токудзо Танаки, Райдзо спочатку мав неабиякі труднощі з виконанням ролі головного героя Кьосіро. Говорячи про перший фільм серії, Саппотьо, навіть сам Райдзо визнавав, що йому «зовсім не вдалося передати характерну рису Кьосіро — його марноту», і назвав стрічку провальною. Однак, у четвертому фільмі, Дзьойокен, Райдзо вже добре вдалося втілити в життя марноту, дендизм та нігілізм свого персонажа. Актор Сінтаро Кацу так схарактеризував гру Райдзо у фільмах Немурі Кьосіро: «Коли він грав Кьосіро, то трохи витягував верхню губу, чи не так. Чи це не нагадує вигляд смерті. Це справді обличчя людини, що при смерті». «Навіть під час бойових сцен Рай-тян ріже обличчям. Не мечем, з саме обличчям, — згадував він, — гадаю, Рай-тян став Кьосіро не завдяки сценам бою на мечах чи реплікам, він став ним завдяки своєму обличчю». Зі слів Кадзуо Ікехіро: «нічого не кажучи, без будь-якого виразу обличчя, він просто йшов і ніби ніс на плечах тягар минулого». Зі слів режисера Акіри Іноуе, що зняв сьомий фільм серії, Тадзьокен, були інші актори, які грали Кьосіро, але жоден з них не міг зобразити внутрішній світ Кьосіро так, як це робив Райдзо. Райдзо зіграв головну роль у 12 фільмах серіалу, і це більше, ніж у будь-якій іншій його роботі.
Зі слів Кадзуо Ікехіро, у міру накопичення досвіду Райдзо як актора він дедалі більше бажав взяти участь у створенні фільму як режисер. Ікехіро ж натомість порадив Райдзо стати продюсером, а не режисером, адже тоді він зможе сам ухвалювати рішення щодо сюжету, сценарію, режисури та акторського складу. У січні 1968 року Райдзо заявив, що бажає: «створити досі небачений вид театру», і, керуючись цим рішенням, здійснив перші кроки зі створення нової театральної компанії «Театоро Кабуроя», у якій мав стати продюсером. Однак завершити задумане йому завадила хвороба. Зі слів Сейдзі Хосікави, сценариста 14 фільмів за участь Райдзо, Райдзо казав йому та Кендзі Місумі: «Що стосується кіно, то йому можливо залишилося вже й не так багато часу. Поставмо якось утрьох виставу. Спробуймо нову роботу», і додав: «Спробуймо показати твори Мокуамі Каватакі через сучасний об'єктив».

### Останні роки та передчасна смерть у 37 років (червень 1968 – 17 липня 1969)
У червні 1968 року під час фільмування Секі но Ятаппе Райдзо звернувся до лікаря через кров у калі й потрапив до лікарні. Результати обстежень чітко вказували на рак прямої кишки, але самому Райдзо про це не сказали. 10 серпня Райдзо прооперували й виписали з лікарні, однак родина отримала від лікаря прогноз, що «приблизно через півроку станеться рецидив». Райдзо від народження мав слабкий шлунково-кишковий тракт, і після фільмування «Куцукаке Токідзіро» в січні 1961 року вже звертався до лікаря з такими ж симптомами. Тоді після докладного обстеження йому діагностували «наявність рани в прямій кишці». Крім того, 1964 року під час вистави Кандзітьо в театрі Ніссей він довірливо розповідав Тецудзі Такеті: «Мене мучить діарея».
Вийшовши з лікарні, Райдзо зіграв у фільмах «Немурі Кьосіро: Акудзьо-ґарі» (вийшов 11 січня 1969 року) та «Бакуто Ічідай: Тімацурі Фудо» (вийшов 12 лютого 1969 року). Утім його стрімко покидали сили, тож бойові сцени довелося виконувати дублерові. У лютому 1969 року зі скаргами на погане самопочуття Райдзо знову потрапив до лікарні. Після другої операції Райдзо був такий слабкий, що навіть не міг ковтати суп. Однак він дуже хотів зіграти роль офіцера військово-морських сил у фільмі «Аа, Кайгун» і почав переговори з виробниками фільму. Він не встиг одужати до початку фільмування, і компанія Дайеї взяла замість нього Накамуру Кітіемона II. Дізнавшись про це з газети, Райдзо більше ніколи не говорив про роботу. Він помер через кілька місяців, 17 липня, від метастатичного раку печінки. Йому було 37 років. Похорон відбувся 23 липня в храмі Ікеґамі Хонмон-дзі в районі Ота в Токіо. Спочатку при цьому ж храмі була його могила, однак згодом її перенесли до храму Куон-дзі префектурі Яманасі.
За чутками, перед смертю Райдзо в стані марення кілька разів благав, щоб нікому не показували його посмертне обличчя. Його дружина, Масако Ота, заперечує ці твердження, запевняючи, що «Райдзо до останнього не полишав надії на одужання і навіть не писав заповіту». Хай там як, а після смерті обличчя Райдзо обгорнули двома шарами білої тканини й не знімали її до кремації. Зі слів Масако, перед смертю Райдзо сказав лише: «Я не хочу, щоб хтось бачив, який я страшенно худий», тож вона дозволила побачити обличчя покійного лише названому батькові Дзюкаєві та президентові його компанії Наґаті.
Останній фільм Райдзо, «Бакуто Ітідай: Тімацурі Фудо», що вийшов 12 лютого 1969 року, — приклад популярних тоді Якудза ейґа — фільмів про якудза виробництва студії Toei. Райдзо неохоче погодився на участь, кажучи: «Ти хочеш, щоб я був другим Кодзі Цурутою?». Проте Масайосі Цутія його переконав, сказавши: «Наступну роль ти отримаєш ту, яку забажаєш». Згодом Цутія жалкував, що останньою для Райдзо стала саме та роль, яку він не хотів грати. 1971 року, через два роки після смерті Райдзо, Студія Daiei оголосила про банкрутство. Сейдзі Хосікава міркував, що «смерть Райдзо стала передвісницею банкрутства Дайей».

### Спадщина Райдзо (17 липня 1969 року – дотепер)

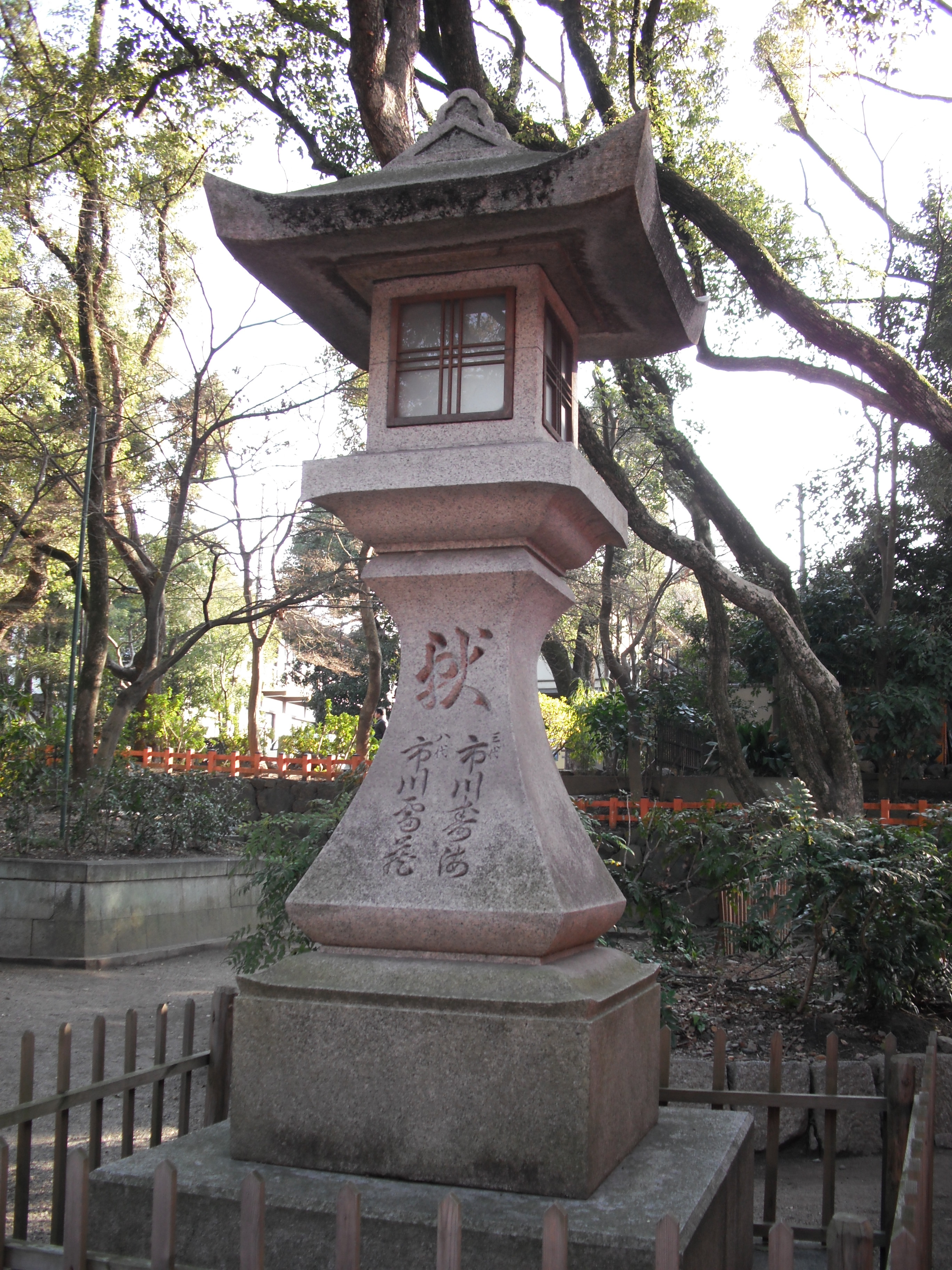
Імена Райдзо та Дзюкая можна побачити на цьому торо, що міститься в храмі Ясака в Ґіоні, Кіото.

1974 року, через п’ять років після смерті Райдзо, засновано його фан-клуб «Райдзо-кай», що не припинив існування станом на 2019 рік. Зі слів Масакі Мацубари, колишнього директора з виробництва Daiei Kyoto Studios, особливістю фан-бази Райдзо є наявність великої кількості інтелектуалок, яких захопили його акторська гра та людяність. «Ніхто більше не викликав такого галасу», — сказав він. Щороку в річницю смерті актора 17 липня в Кьото проводять «Кінофестиваль Ітікава Райдзо», на якому демонструють фільми, в яких він зіграв головну роль. З грудня 2009 року по травень 2011 року відбувався особливо масштабний захід "Великий фестиваль Райдзо з нагоди 40-ї річниці смерті", де показували його акторські роботи.
2000 року часопис Kinema Junpō опублікував статтю «Кінозірки 20-го століття: актори-чоловіки». Райдзо посів 6-те місце. У тому ж випуску «Вибір читачів: чоловіки-кінозірки 20-го століття» він посів 7-ме місце. У списку 2014 року «Найкращі зірки японського кіно всіх часів» він посів 3-тє місце серед чоловіків.

## Сім'я
1962 року Райдзо одружився з Масако, - названою донькою Масаїті Наґати. У них було троє дітей. Райдзо попрохав Масако «ніколи не виставляти [життя родини] на очі громадськості», і вона продовжувала відмовлятися розповісти про чоловіка після його смерті. Утім через 40 років після його смерті, в спеціальному числі журналу Бунґейсюндзю за травень 2009 року вона опублікувала мемуари «Любовний лист до мого чоловіка, Ітікави Райдзо, через 40 років».

## Нагороди
Дані взято з прикінцевої хронології в книзі Raizō, Raizō ga Kataru市川, (1995).
- Січень 1959: Кінема Дзюмпо – найкращий виконавець головної чоловічої ролі у фільмі Полум'я[ja].
- Лютий 1959: «Блакитна стрічка» — найкращий виконавець головної чоловічої ролі у фільмі у фільмі Полум'я, NHK Film — блискуче виконання головної чоловічої ролі.
- Вересень 1959: італійський кіножурнал Cinema Nuovo[en] – блискуче виконання головної чоловічої ролі у фільмі Полум'я.
- Листопад 1964: Кіотський кінофестиваль[ja] – найкращий виконавець головної чоловічої ролі у фільмі Шабля[ja].
- Лютий 1967: NHK Film – блискуче виконання головної чоловічої ролі, Кінема Дзюмпо – найкращий виконавець головної чоловічої ролі у фільмі Дружина Ханаоки Сейсю[ja].
- Листопад 1968: Кіотський кінофестиваль – найкращий виконавець головної чоловічої ролі у фільмі Дружина Ханаоки Сейсю.
- Листопад 1969: Кіотський кінофестиваль – премія Макіно Сьодзо.

## Оцінки

### Гра
Сценарист Фудзі Яхіро так схарактеризував характер Райдзо: «Хоч би з ким він розмовляв, він завжди був ввічливий, без зарозумілости чи запальности», і це відбилось на його акторському стилі. Зі слів Яхіро, «серед багатьох акторів у жанрі історичної драми жоден інший не зміг би відтворити справжні манери та внутрішню суть самурая так, як це робив Райдзо».
Кадзуо Ікехіро вважає, що дорослішання Райдзо кинуло на його гру «тінь безсердечності», і це оголило затінену частину його життя та частину його єства. Ба більше, на думку Ікехіро, актор не просто їх оголює, а й смакує ними. Кадзуо Морі, режисер найбільшої кількості фільмів за участю Райдзо, твердить, що Райдзо несе в собі «нікому не виказаний людський біль», який він сублімує у своїй грі. В інтерв'ю, яке брав Морі у кінокритика Садао Ямане, співрозмовники одностайні, що в Райдзо «наявний свіжий смуток». Далі Ямане так пояснює сенс цієї фрази: «Райдзо й справді зіграв багато трагічних ролей, однак це не просто темна меланхолія, у ньому ще й наявна нотка свіжості. Жоден інший актор не поєднував у своїй грі смуток і свіжість так, як це робив Райдзо».
Тадао Сато так оцінює гру Райдзо, що в історичних драмах, що в сучасних: «хоч би якою сумною чи комічною була роль, своєю елегантною грою він надавав стрічці вишуканости». Кінокритик Сабуро Кавамото так оцінив майстерність Райдзо: «Навіть коли він тут, його тут немає», і уточнив: «в ньому було відчуття ясности, ніби перебуваючи у цьому марному світі він завжди дивиться кудись вдалину». «Хтось може сприйняти мої слова «відчуття ясности» як якусь позерську фразу, але це не так».
Двоє сучасників Райдзо, Саката Тодзюро IV і Накамура Дзякуемон IV, теж перейшли з Такеті Кабукі в кіно, але не досягли успіху і повернулися на сцену кабукі. Акінарі Сузукі пояснює це насамперед тим, що на відміну від них Райдзо не був з дитинства занурений у світ кабукі, а отже не повністю потрапив під його вплив.
2014 року часопис "Кінема Дзюнпо" провів опитування серед кінематографістів та культурних діячів, і в списку улюблених японських акторів вони поставили Райзо на третє місце.

### Зовнішність
В повсякденному житті Райдзо був непоказний із себе, але після нанесення макіяжу для фільмування він повністю перевтілювався. Багато представників кіноіндустрії згадують саме цю особливість.
Зі слів Арасі Ітікави, сутність Райдзо полягала в «поєднанні твердості на простоти», і, на відміну від інших акторів, які перевтілювалися у своїх конкретних персонажів, особливістю Райдзо було те, що його природна простота «повністю змінювалася завдяки макіяжу». Зі слів Акіри Іноуе, після нанесення макіяжу повсякденний вигляд Райдзо зовсім змінювався й набував краси, «макіяж змінював його так різко, що хотілося вигукнути: «Овва! Хто це?»». Токуо Танака каже: «В цьому хлопцеві з його роззброювальною теплотою була якась аура чистоти, але щойно взявшись до роботи, він перевтілювався в блискучого актора, владного, з випрямленими плечима, непохитного ніби скеля. У мене, який знав його природне обличчя, буквально витріщались від подиву очі».
Зі слів Іноуе, на час свого кінодебюту Райдзо разом із Сінтаро Кацу та Такесі Ханаяґі отримував інструкції з макіяжу від актора Кадзуо Хасеґави. Двоє інших акторів повністю дотримувалися вказівок, натомість Райдзо робив деякі речі по-своєму. Іноуе твердить, що оригінальність Райдзо проявлялася в підводці очей та макіяжі брів. Крім того, Райдзо власноруч виконував найважливіші елементи макіяжу і не дозволяв нікому бачити як він це робить. Іноуе припускає, що для Райдзо нанесення макіяжу було процесом занурення в роль, тим то він і не хотів, щоб за ним спостерігали.
Зі слів Йосіо Сірасаки, сценариста Kōshoku Ichidai Otoko, в повсякденному житті Райдзо нагадував співробітника торгової компанії, але «щойно з'являвшись на екрані, він зазнавав цілковитої зміни; цей молодий вродливий актор випромінював порожнечу та легку ностальгію». Іноуе підкреслює, що на багатьох постерах до фільмів з Райдзо в головній ролі він зображений зі спини, дивлячись на глядача через плече, і пояснює це тим, що на думку багатьох режисерів саме така постава показує «шарм порожнечі», яку несе в собі Райдзо.

## Порівняння з Сінтаро Кацу

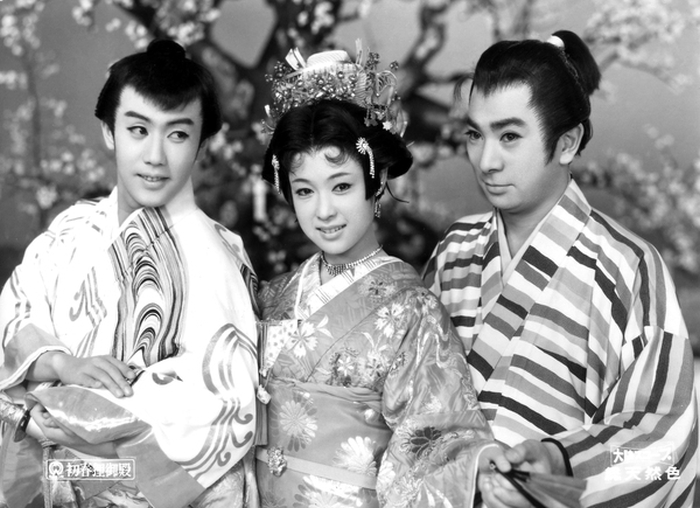
Райдзо, Вакао Аяко та Кацу Сінтаро (1959)

Ітікава Райдзо та Сінтаро Кацу мали схожі життєві обставини. Райдзо був сином актора другого плану Ітікави Кудандзі III і в минулому мав ім'я Ітікава Ендзо II. Сінтаро Кацу був сином Кацутодзі Кінея, що грав на сямісені в жанрі наґаута, і в минулому мав ім'я Кінея Кацумару II. Райдзо і Кацу одночасно прийшли в кінокомпанія Дайей, підписавши ексклюзивні контракти 1954 року. Обидва народилися 1931 року і поспіхом від безвиході перейшли з кабукі в кіно.
Як згадувалося раніше, керівництво Daiei мало намір позиціювати Райдзо як наступника актора Кадзуо Хасеґави, тож він «без проблем став на ноги». Кацу ж, зі слів Токудзо Танаки, хоч і дебютував раніше, але просто «повторював стиль Хасеґави», виконуючи ролі вродливих юнаків у білому гримі. Маючи справу з не найкращими режисерами та акторським складом, йому довелося довго чекати на справжній успіх.
Лише на початку 1960-х років, зігравши в успішних серіалах Акумйо та Дзатоіті, Кацу обійшов Райдзо за касовими зборами та обговорюваністю. Акінарі Судзукі згадує: «Тільки після 70-80 фільмів без жодного успіху він нарешті показав свою придатність, зігравши в Акумьо». Зі слів Токудзо Танаки, до 1960 року, коли Кацу дістав високу оцінку за амбітну роль безпутного священника у стрічці «Сірануй Кенґьо», його гра не приваблювала глядачів, а власники кінотеатрів скаржилися, мовляв навіщо завжди використовувати тільки цього актора. Оглядаючись назад, Кацу так міркував про стан речей у 1959 році: «Якщо порівнювати з сумо, то ранжування тоді було зовсім інакшим: Райдзо вже точно був одзекі, а може навіть і йокодзуною. Я ж, натомість, не певен, що досягнув сан'яку».
Кацу та Райдзу стали подвійною візитівкою компанії Дайей, так що їхній творчий дует стали називати «кацурайсу» (страва тонкацу з рисом). Цих двох досить відмінних за зовнішністю та стилем акторів часто порівнювали, вважаючи, що між ними існує суперництво. Однак зі слів їхніх спільних знайомих, ці стосунки аж ніяк не були поганими, а навпаки навіть досить близькими, так що вони називали один одного «Рай-тян» і «Кат-тян». Досить згадати, що Райдзо з дитинства приятелював із дружиною Кацу, Тамао Накамурою, чий батько Накамура Ґандзіро II був актором кабукі регіону Кансей, як і названий батько Райдзо.
Зі слів письменника Томомі Мурамацу, що і для Райдзо, який «день за днем потерпав від відсутності великих ролей у світі кабукі, де домінують родовід та традиції», і для Кацу, чий батько грав на сямісені за кулісами світу кабукі, це був «свого роду комплекс, здолати який було великою проблемою», але водночас і «основне джерело енергії».

### Порівняння як акторів
Райдзо мав схильність висувати усілякі пропозиції під час написання сценарію, за що дістав прізвисько «Готерай». Однак, щойно погодившись з ним, він припиняв скаржитися та бурчати і не робив цього під час фільмування. Катсу ж навпаки мовчав на етапі написання сценарію, а висував пропозиції вже на знімальному майданчику, часто ставлячи знімальну команду в скрутне становище своєю грою не за сценарієм.
Зі слів Акіри Іноуе, Райдзо вмів підлаштовуватися під методології різних режисерів. Тим то, наприклад, одна і та сама роль Немурі Кьодзіро видається іншою, якщо інший режисер. Про Кацу ж, натомість, він казав, що незалежно від режисера «якщо це Затоіті, то це завжди Затоіті Кат-тяна». Те саме казав і Акінарі Судзукі. Тим то зі слів Томомі Мурамацу «хоч би що Кацу грав, він завжди зберігав образ Сінтаро Кацу», натомість Райдзо, хоч і належав разом з Кадзуо Хасеґавою та Тіедзо Катаокою до провідних японських акторів, завжди був гнучким до режисури, а це унікальне явище серед японських кінозірок.
Токудзо Танака, який знімав фільми з обома акторами в головній ролі, порівняв їхнє виконання бойових сцен. Він загалом позитивно оцінив гру Райдзо: «хоч нижче попереку він слабкий, однак сцени бою він виконує досить реалістично». Бойове мистецтво Кацу він ставить вище, кажучи, що «Кат-тян надто майстерний».

### Порівняння як особистостей
Зі слів Кадзуо Ікехіро, Кацу вмів «знайти спільну мову» навіть коли працював з тими, хто йому не подобався, коли ж Райдзо «хтось не подобався, то не подобався йому цілковито», він навіть міг прямо сказати «Не хочу бачити твоє обличчя». Ікехіро каже, що Райдзо особливо не любив людей, які безвідповідально ставилися до своєї роботи.
Говорячи про спілкування цих двох акторів з кінематографічним світом, Йосінобу Нісіока, який працював художником-постановником у багатьох фільмах Дайей, твердить, що Кацу міг хильнути чарчину з іншими акторами та керівниками компанії, тоді як Райдзо часто спілкувався зі знімальною командою та новачками. Токудзо Танака підтверджує це, кажучи, що Райдзо турбувався про членів знімальної команди, часто запрошував їх до себе додому, разом вечеряв тощо. Зі слів Сейдзі Хосікави, Райдзо не надто любив «яскраві гамірні забігайлівки чи відомі ресторани», а натомість «їв у непримітних ресторанах у неформальній обстановці», де міг «досхочу побалакати про життя та кіно».
Фудзіо Моріта, який приблизно в один і той самий час працював оператором над фільмом «Немурі Кьосіро: Енддз-кен» за участю Райдзо і «Затоіті: Нітан-кірі» за участю Кацу, називає характер Райдзо серйозним і відвертим, а Кацу характеризує як такого, що до всього застосовує інтуїтивний підхід.